# Њуњоа
Њуњоа (шп. Ñuñoa) је општина у Чилеу. По подацима са пописа из 2002. године број становника у месту је био 163.511.

## Демографија
| 2002.   |
| ------- |
| 163,511 |